# Ritwik Ghatak

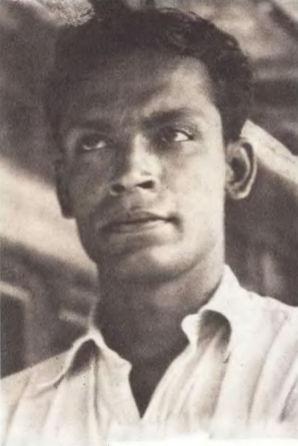
Ritwik Ghatak, vor 1950

Ritwik Kumar Ghatak (bengalisch: ঋত্বিক কুমার ঘটক, Ṛtbik Kumār Ghaṭakⓘ; * 4. November 1925 in Dhaka; † 6. Februar 1976 in Kolkata) war ein indischer Filmregisseur und Drehbuchautor des bengalischen Films.

## Leben
Geboren als Hindu im überwiegend muslimischen Osten Bengalens, floh er 1947 ins indische Westbengalen. Dort trat Ghatak in die Kommunistische Partei (CPI) ein und schrieb Stücke für das Theater.
Sein erster Spielfilm Nagarik wurde 1952/53 gedreht, jedoch erst postum 1977 veröffentlicht. Sein zweiter war die Komödie Ajantrik. Danach beschäftigte sich Ghatak wiederholt mit der Tragödie der indischen, speziell der bengalischen Teilung im Zuge der indischen Unabhängigkeit und dem damit einhergehenden Verlust der Heimat. Seine von 1960 bis 1962 entstandene Flüchtlingstrilogie umfasst drei seiner bekanntesten Filme. Davon war nur Meghe Dhaka Tara (1960) auch kommerziell erfolgreich. Im darauffolgenden Jahrzehnt fand Ghatak keinen Produzenten für seine Filmideen und er verlegte sich auf Dokumentarfilme. Während dieser Zeit des künstlerischen Abseits driftete Ritwik Ghatak mehr und mehr in Verzweiflung und Alkoholmissbrauch.
Nach der Unabhängigkeit des Staates Bangladesch von Pakistan fuhr Ghatak 1972 auf Einladung in seine alte Heimat und drehte dort Titash ekti nadir nam nach der gleichnamigen Geschichte von Adwaita Mallabarman über das Leben in einem Fischerdorf. Er ist eine Reflexion über die bengalische Flusslandschaft und Kultur. Der Film spiegelt am deutlichsten Ghataks Stil wider. Im 1974 erschienenen, autobiografisch gefärbten Film Jukti takko ar gappo spielt er einen alkoholkranken Flüchtling im Unabhängigkeitskrieg, der mit zwei Gleichbetroffenen durch Westbengalen irrt.
Ritwik Ghatak starb 1976 an Tuberkulose und Alkoholmissbrauch. Sein filmisches Werk fand die gebührliche Beachtung erst nach seinem Tode. Er zählt heute, wie auch seine bengalischen Kollegen Satyajit Ray und Mrinal Sen, zu den bedeutendsten indischen Regisseuren des Autorenfilms.

## Filmographie
- 1953: Nagarik
- 1958: Ajantrik
- 1959: Bari Theke Paliye
- 1960: Der verborgene Stern (Meghe Dhaka Tara)
- 1961: Komal Gandhar
- 1962: Der Fluss Subarnarekha (Subarnarekha)
- 1973: Ein Fluss namens Titash (Titash Ekti Nadir Nam)
- 1974: Einsicht, Streit und eine Geschichte (Jukti Takko Ar Gappo)